# Béke-barlang
A Béke-barlang az Aggteleki-karszt második leghosszabb barlangja. Hossza 7183 méter. 1982 óta Magyarország fokozottan védett barlangjai közül az egyik. Az Aggteleki-karszt és a Szlovák-karszt többi barlangjával együtt a világörökség része. Egyike hazánk cseppkövekben leggazdagabb barlangjainak.

## Leírás
Állandó vízfolyással rendelkezik, a Jósvafő szélén fakadó Komlós-forrást táplálja. A függőleges kiterjedése 97 méter. A két használatban lévő bejárata közül az egyik az aggteleki Szomor-hegy oldalában 338 méter, a másik Jósvafő közvetlen közelében, a Kőhorog-oldalban, 271 méter tengerszint feletti magasságban nyílik.
Az 1952-ben felfedezett barlang különleges jelentőségét az adja, hogy levegőjének, főként a magas páratartalom és jelentős oldott kalciumtartalom következtében bizonyított gyógyhatása van számos légúti megbetegedésre. A Béke-barlang Magyarország első gyógybarlangja. A jósvafői bejáratnál barlangterápiás termet alakítottak ki. Egy szakasza szakvezetéssel, előzetes egyeztetés után, speciális barlangtúraként látogatható. Az idegenforgalom számára nem megnyitott szakaszok az Aggteleki Nemzeti Park Igazgatóság engedélyével járhatók.
Előfordul a barlang az irodalmában Béke Cave (Kordos 1977), Komlós-forrásbarlang (Szunyogh 2003), Komlós forrásbarlang (Bertalan 1976), Peace Cave (Kordos 1977), Szárhegyi viznyelők barlangja (Bertalan 1976) és Szár-hegyi víznyelők barlangja (Szunyogh 2003) neveken is.

## Kialakulás, jellemzők
A Béke-barlang az Aggteleki-karsztot alkotó triász kori mészkőben eróziós úton jött létre, hasonlóan, mint a Baradla-barlang. Lényeges különbség viszont, hogy a Béke-barlang főága jelentősen keskenyebb a Baradla-barlang főágánál, amely a barlangok vízfolyásainak eltérő eróziós és árvízi jellemzőiből adódik. Míg a Baradla-barlangban már nem találunk a főágon végighaladó állandó vízfolyást, mert a vízfolyás az alsóbb barlangszinteken keresztül éri el a forrásokat, a Béke-barlangban még tart a bevágódási folyamat, amely a barlang folyamatos mélyülésével jár együtt. A barlang főágának átlagos magassága épp ezért nagyobb, mint a Baradla-barlang esetében. A két barlang, bár járataik bizonyos helyeken csak néhány száz méterre húzódnak egymástól, semmilyen hidrológiai vagy klimatikus összefüggésben nincs egymással. A barlang fő víznyelője a Nagy-völgyben található, a főágához két nagyobb mellékág csatlakozik, a 684 méteres Felfedező-ág és a 438 méteres Kígyós-ág.
A főág felső részeiben nem túl tágas járatot és főként kavicsos patakmedret, a középső részekben jelentősen nagyobb tereket és a kavicsos meder mellett mésztufa-gátakat találunk. Itt láthatók a barlang legszebb képződményei, a legváltozatosabb színű és formájú cseppkövek és lefolyások. A szabad vízfolyás helyét fokozatosan átveszi a tufagátak által felduzzasztott kis tavak sorozata, amelyek mélysége akár a két métert is elérheti. A barlangban összesen 430 tufagát duzzaszt fel 120 kisebb-nagyobb tavat, a főágban 16 szifon található, de ezek csak árvizek alkalmával telnek meg vízzel, természetes szifonkerülő járatok tartoznak hozzájuk. Az alsó részen kisebb lesz a folyosó átlagos mérete, mégis itt található a barlang legnagyobb terme, a körülbelül 60 méter hosszú, 20 méteres széles és 18 méter magas Óriás-terem. A Komlós-patak vize az Óriás-terem előtt nem sokkal egy barlangi víznyelőben tűnik el és eddig ismeretlen úton teszi meg a már nem túl nagy távolságot a Komlós-forrásig. Nagyobb áradások alkalmával a nyelő nem tudja befogadni a patak vizét, az az Óriás-termet és a szanatórium-termet is eláraszthatja. Az élővilága hasonló a Baradla-barlang élővilágához. Barlanglakó vakrákok és rovarok mellett barlangkedvelő gyűrűsférgek, valamint a mesterséges bejáratok megnyitása óta denevérek is megfigyelhetők benne.

## Gyógyhatás

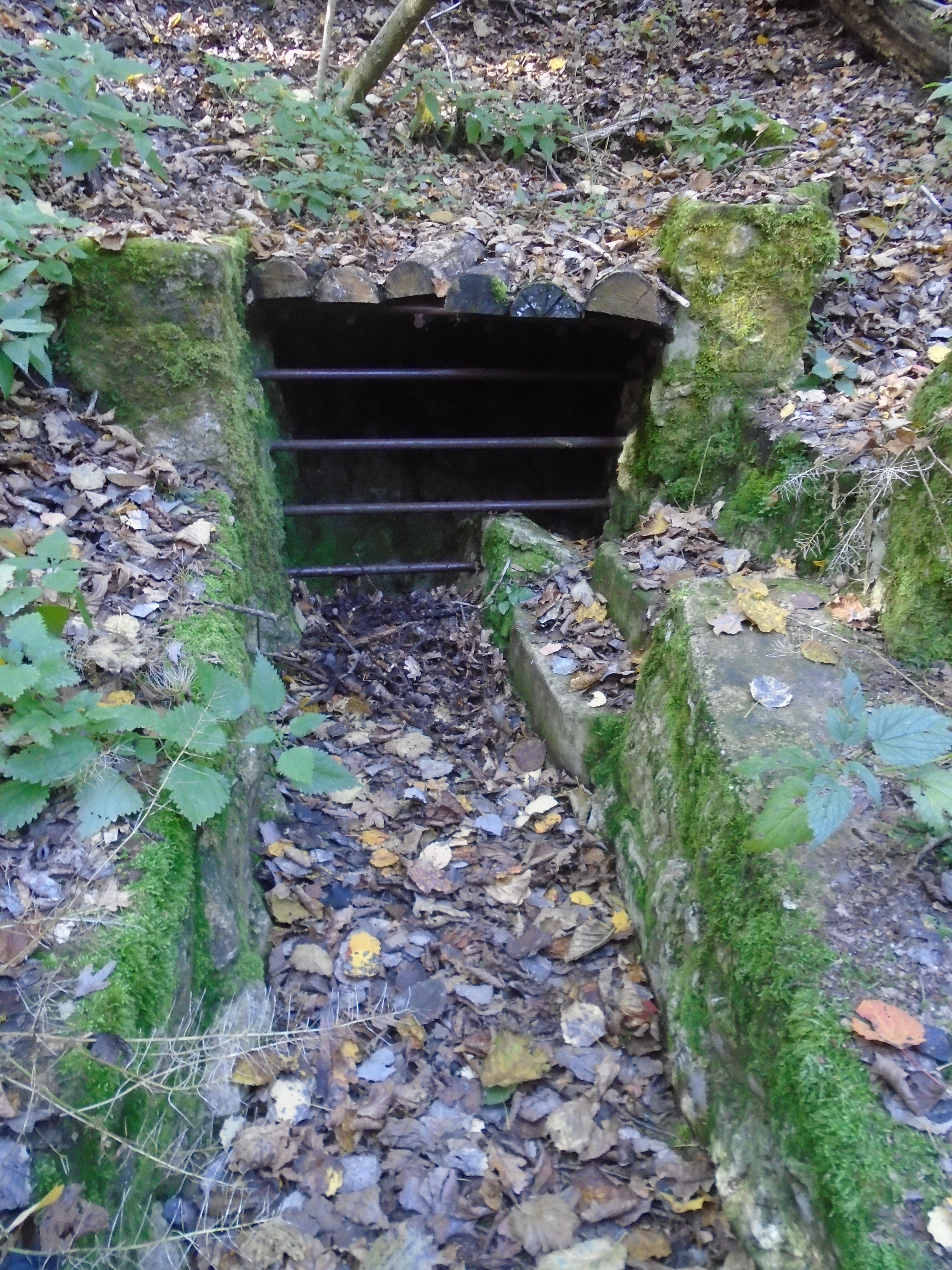
A Béke-barlang felfedező-ági bejárata

Először a barlang felfedezésekor tűnt fel, hogy bár a kutatók órákon át dolgoztak a 10 °C-os vízben és az átázott ruhákban, mégsem betegedtek meg, illetve a máshol szerzett meghűléses betegségek esetében is többször gyógyultan jöttek a felszínre. A jelenségre Jakucs László hívta fel a figyelmet, amelyet elsőként a debreceni klinika Gyógyszertani Intézetének kutatói kezdtek vizsgálni. A barlang levegőjének jótékony és gyógyító hatása több, egymást erősítő tényezőből tevődik össze.

### Antibiotikum-hatás
Már az első kutatások során kimutatták, hogy a barlangban található talajgombafajták, illetve levegőben lebegő penészgombaspórák közül vannak, amelyek antibiotikumot termelnek. Összesen 72 féle, részben addig ismeretlen gombát írtak le. A barlangban azonosított penészgombák közül került ki az is, amelyet később felhasználtak a Grubilin nevű gyógyszer kifejlesztéséhez.

### Magas pára- és kalciumtartalom
A levegő 95–100%-os relatív páratartama és a lebegő párában található magas kalciumion-tartalom együttesen fejt ki jótékony (nyugtató, görcsoldó, gyulladásgátló, fertőtlenítő) hatást a nyálkahártyákra és a tüdőre. A Béke-barlangban gyűjtött kondenzvíz kalciumtartalma nagyjából tízszerese a Baradla-barlangban gyűjtött kondenzvízének, ennek megfelelően a két barlang levegője között gyógyhatás szempontjából jelentős különbség tapasztalható. A vizsgálatok egyenes arányú összefüggést mutattak ki a barlang levegőjéből nyert víz kalciumtelítettsége és a barlangban folytatott légzőkúra terápiás hatékonysága között.

### Szennyeződésmentes levegő
A barlang levegőjében nem találni szennyeződéseket (pollenek, baktériumok, vírusok, szálló por stb.) így különösen az asztmás, allergiás betegek esetében megszűnik a nyálkahártyák irritációja, amely felszíni körülmények között gyakran vagy esetleg állandóan tapasztalható, nincs fertőzés, felülfertőződés-veszély.

### Magasabb szén-dioxid tartalom
A barlang levegőjének jelentősen magasabb a szén-dioxid tartalma, mint a levegőjé. 0,039% helyett akár a 0,5–1%-ot is elérheti. Ez semmilyen veszélyt nem jelent, de mégis önkéntelenül is arra készteti az ott tartózkodókat, hogy mélyebben, intenzívebben vegyenek levegőt, fokozva a vérkeringést, gyorsítva az anyagcserét, elősegítve a többi jótékony hatás érvényesülését és a regenerációt.
A terápiás célú hasznosítást 1959-ben még kísérleti jelleggel kezdték meg először az Aggtelek felé eső bejáraton keresztül, majd 1964-től a jósvafői mesterséges bejáratnál kialakított, könnyebben megközelíthető szanatórium-teremben folytatták. Akkoriban elsősorban szénbányákban dolgozó bányászokat fogadtak és biztosítottak számukra kezelést. Már az első évek tapasztalatai alapján a kezelt asztmás és idült hörghurutos betegnél az esetek 87%-ában tartós vagy átmeneti javulást értek el.

## Kutatástörténet

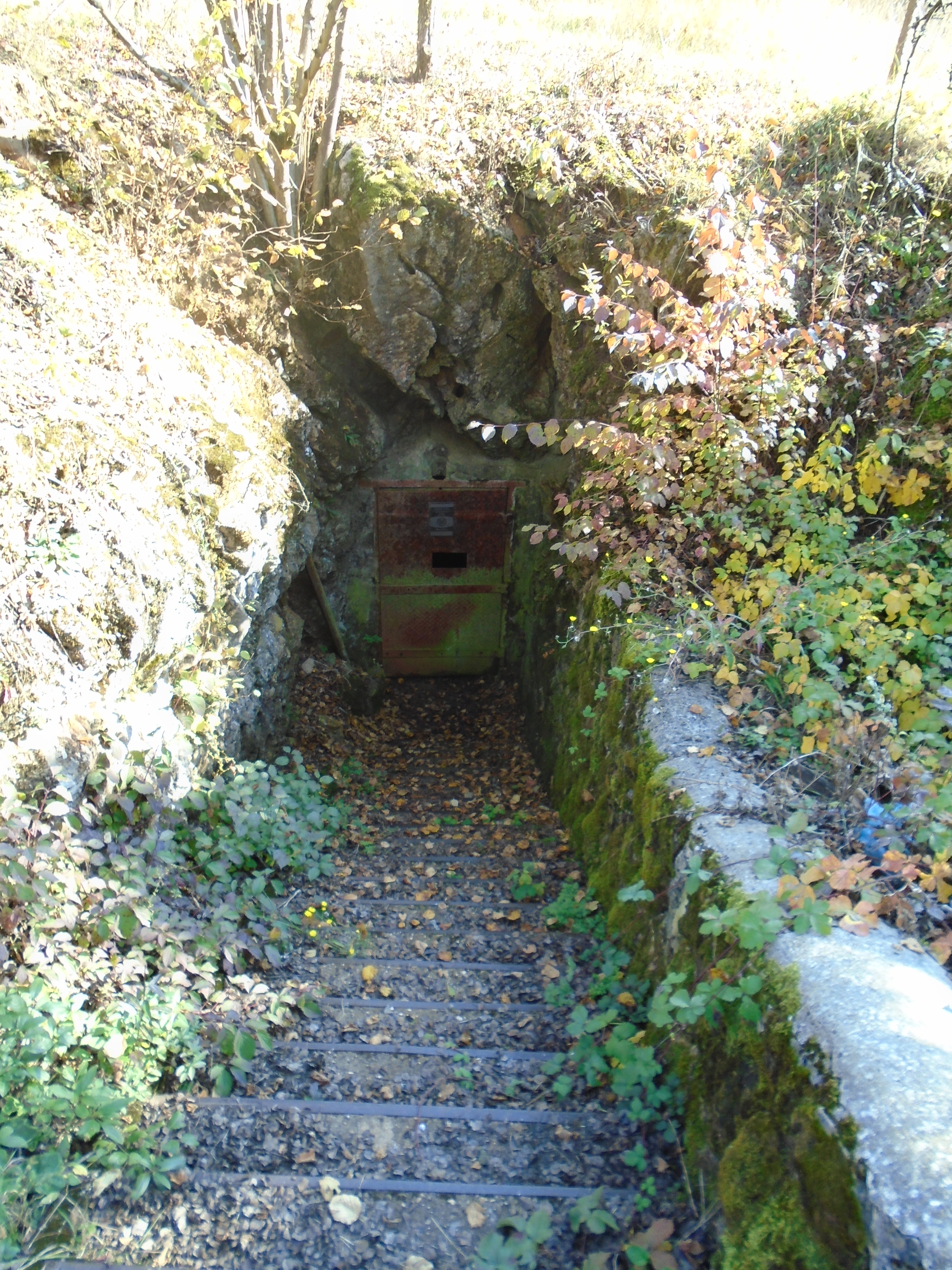
A Béke-barlang mesterséges bejárata

A Béke-barlang egyike az első tudományos módszerrel megjósolt és felfedezett barlangoknak. Kessler Hubert 1938-ban azt feltételezte, hogy a Jósvafő szélén egymástól néhány száz méternyire felbukkanó Jósva-forrás és Komlós-forrás egymással és a Baradla-barlang Styx-patakjával összefüggő vízrendszert alkotnak. Erről vízmegjelöléses kísérlettel kívánt meggyőződni, azonban a Styx-patakba beoldott só csak a Jósva-forrásban jelent meg, ezt azonban a Komlós-forrás kisebb vízhozamával magyarázta.
Kessler Hubert feltételezését Jakucs László cáfolta, amikor 1952-ben fluoreszcein segítségével a Baradla-barlangban megfestette a Styx-patak vizét. A festékanyag kizárólag a már ismert helyen, a Jósva-forrásban jelent meg, így Jakucs László joggal feltételezte, hogy a Komlós-forrás egy még ismeretlen barlangból érkezik. Ezután felmérte a környék felszíni, geológiai jellemzőit és víznyelőit, majd szisztematikus vízfestési kísérletek sorozatával megállapította, hogy a Szár-hegy és Szomor-hegy melletti sok víznyelő csak a Komlós-forrásba szállítja a vizet. Az adatok alapján már pontos elképzelése volt az új barlangról és 1952. augusztus 4-én, néhány sikertelen bejutási kísérlet után a Bíbic-töbör kibontásával bejutott az új barlangrendszerbe. A Felfedező-ágból probléma nélkül jutottak tovább a barlang főágába, amelyben ott kanyargott a Komlós-forrást tápláló patak. A főágat és a további nagyobb mellékágat alig fél év alatt feltárták és feltérképezték.
A főágba való könnyebb bejutás érdekében 1954-ben egy mesterséges bejáratot nyitottak, amely egy 150 m hosszú és lejtő aknával kapcsolódik a barlanghoz. Ez a táró a Szomor-hegy oldalából nyílik és néhány lépcsőfok megtétele után közvetlenül a főágba vezet. Ma ezen keresztül lehet megközelíteni a barlangot. A Felfedező-ág bejáratát lezárták. 1964-ben épült meg a barlang jósvafői végénél, a Komlós-forrás felett az a 150 m hosszú mesterséges táró amelyen keresztül a gyógybarlang részbe lehet bejutni, így a betegek a korábbi lépcsőmászás helyett rövid sétával közelíthetik meg a barlangot. Az 1968. évi Karszt és Barlangban publikálva lett, hogy Vértes László részt vett a Béke-barlang feltárásában. 1972-ben Takács S. bioklimatológiai vizsgálatokat végzett a barlangban.
A Bertalan Károly által írt és 1976-ban befejezett kéziratban szó van arról, hogy az Aggteleken és Jósvafőn elhelyezkedő Béke-barlang másik nevei Szárhegyi viznyelők barlangja és Komlós forrásbarlang. A Vörös-tótól D-re 1320 m-re van a barlang vasajtóval lezárt bejárata, amelyen át lépcsőházszerűen kiépített aknába lehet jutni. Két kiépített bejárata van, amelyek közül az alsónál asztmakúrát végeznek. A barlang kb. 6 km hosszú. A főág 3650 m hosszú és vannak a főágnak mellékágai. Az aktív patakos cseppkőbarlang átlagosan 10 m magas. A gyógybarlang turisztikai célra is hasznosítva van, de csak vezetővel tekinthető meg. A kézirat barlangot ismertető része 5 publikáció alapján lett írva.
1976-ban vált országos jelentőségű barlanggá az 5400-as (Aggteleki-karszt) barlangkataszteri területen lévő, aggteleki és jósvafői Béke-barlang. Az 1976-ban összeállított, országos jelentőségű barlangok listájában lévő barlangnevek pontosítása után, 1977. május 30-án összeállított, országos jelentőségű barlangok listáján rajta van az Aggteleki-karszton, Aggteleken és Jósvafőn található barlang Béke-barlang néven. Az 1977. évi Karszt és Barlang angol nyelvű különszámában megjelent, The longest and deepest caves of Hungary (December 31, 1975) című közleményből megtudható, hogy az Aggteleki-karszton fekvő, 8743 m hosszú Béke Cave (Peace Cave) 1975. december 31-én Magyarország második leghosszabb barlangja. Az 1977. december 31-i állapot szerint (MKBT Meghívó 1978. május) az Aggteleki-karszton lévő és 8743 m hosszú Béke-barlang az ország 2. leghosszabb barlangja.
Az 1977. évi Karszt és Barlangban megjelent, Bajomi Dániel által írt tanulmány szerint Troglochaetus beranecki (ősgyűrűsféreg), Elaphoidella pseudojeanneli (evezőlábú rák), Bathynella hungarica (maradványrák), Mesoniscus graniger (ászkarák) és Niphargus aggtelekiensis (felemáslábú rák) előfordul a Béke-barlangban. A tanulmányban van egy Magyarország térkép, amelyen a Magyarországon lévő, biológiailag kutatott barlangok földrajzi elhelyezkedése figyelhető meg. A térképen látható a biológiailag feldolgozás alatt álló Béke-barlang földrajzi elhelyezkedése. A folyóirat 1977. évi különszámába bekerült a tanulmány angol nyelvű változata. Ebben a tanulmányban is közölve lett a térkép, amelyen Béke a barlang neve.
Az 1977. évi Karszt és Barlangban megjelent összeállítás alapján, 1977. december 31-én Magyarország 3. leghosszabb barlangja az Aggteleki-karszton elhelyezkedő, 1977. december 31-én, 1976-ban és 1975-ben 8743 m hosszú Béke-barlang. Ez az összeállítás naprakészebb az 1978. májusi MKBT Meghívóban publikált listánál. Az 1980. évi Karszt és Barlang 1. félévi számában publikálva lett, hogy a kiemelt jelentőségű Béke-barlang az 5400-as barlangkataszteri területen (Gömör–Tornai-karszt és Cserehát hegység) helyezkedik el. A barlangnak 5430/3. a barlangkataszteri száma. Az MKBT Dokumentációs Bizottsága a helyszínen el fogja helyezni, a többi kiemelt jelentőségű barlanghoz hasonlóan, a barlang fémlapba ütött barlangkataszteri számát. A barlangkataszteri szám beütéséhez alapul szolgáló fémlap ugyanolyan lesz mint a többi kiemelt jelentőségű barlang fémlapja.
1982. július 1-től az Országos Környezet- és Természetvédelmi Hivatal elnökének 1/1982. (III. 15.) OKTH számú rendelkezése (1. §. és 3. §., illetve 5. sz. melléklet) értelmében az Aggteleki-karsztvidéken lévő Béke-barlang fokozottan védett barlang. Az 1982. szeptember–októberi MKBT Műsorfüzetben meg van említve, hogy az Aggteleki-karsztvidéken található Béke-barlang fokozottan védett barlang. A felsorolásban a barlangnevek az MKBT által jóváhagyott és használt helyesírás szerint, javított formában lettek közölve. 1982-ben a Vörös Meteor TE Baradla Barlangkutató Csoportnak volt kutatási engedélye a barlang kutatásához.
Az 1984-ben napvilágot látott, Magyarország barlangjai című könyvben van egy Magyarország térkép, amelyen a Magyarországon lévő, biológiailag kutatott barlangok földrajzi elhelyezkedése figyelhető meg. A térképen látható a biológiailag feldolgozás alatt álló Béke-barlang földrajzi elhelyezkedése. A kiadvány országos barlanglistájában szerepel az Aggteleki-karszton lévő barlang Béke-barlang néven Szárhegyi víznyelők barlangja és Komlós forrásbarlang névváltozatokkal. A listához kapcsolódóan látható az Aggteleki-karszt és a Bükk hegység barlangjainak földrajzi elhelyezkedését bemutató 1:500 000-es méretarányú térképen a barlang földrajzi elhelyezkedése.
Az 1985. évi Karszt és Barlangban röviden ismertetve van, hogy a Béke-barlang volt az egyik helyszíne az Óbudai Kinizsi által rendezett 1981. évi Kinizsi Kupa országos barlangversenynek, amelyet az FTSK Barlangkutató Szakosztály tagjai, Gazdag L., László G. és Lukács László nyertek. Az 1986. évi Karszt és Barlangban megjelent bibliográfia regionális bibliográfia részében szerepel a barlang Béke-barlang néven. Az összeállítás szerint a Karszt és Barlangban publikált írások közül 4 foglalkozik a barlanggal. Az 1987. december 31-i állapot alapján Magyarország 2. leghosszabb barlangja az 5430/3 barlangkataszteri számú, 8743 m hosszú Béke-barlang. Az összeállítás szerint az 1977. évi Karszt és Barlangban közölt hosszúsági listában a barlang 8743 m hosszú.
Az 1989. évi Karszt és Barlangban lévő, Magyarország barlangjai című összeállításban szó van arról, hogy a Jósva-forrástól csak 400 m-re ered a Komlós-forrás. Sokáig úgy gondolták, hogy a Komlós-forrás vize is a Baradla-barlang rendszeréből származik, mert az (a Jósva-forráshoz hasonlóan) hűen tükrözte a Baradla-barlangban megfigyelt áradásokat. A Jakucs László által 1952-ben végzett vízfestések alapján azonban egyértelműen meg lehetett állapítani, hogy a Komlós-forrás egy olyan, nagy barlang vizét hozza felszínre, mely a Baradla-barlangtól független. Hamarosan beigazolódott az elmélet, a kutatási módszer helyessége. Még ugyanabban az évben sikerült feltárni egy víznyelő kibontása révén a 8700 m-nél hosszabb Béke-barlangot.
Bár a szomszédos két nagy barlang (Baradla-barlang, Béke-barlang) keletkezésének módja lényegében azonos, jellegükben, arculatukban jelentős különbségek is felismerhetők. A Béke-barlangnak nincs elkülönült alsó barlangja, főágán végigfolyik egy patak, helyenként a főág teljes szélességét kitöltve. Folyosói keskenyebbek, inkább hasadékjellegűek (nem pedig alagútjellegűek), ami minden bizonnyal kis vízgyűjtő területe miatt van. Cseppkőképződményei közül meghatározóak a magasból lelógó függőcseppkövek és a sok cseppkőlefolyás, cseppkődrapéria, de kiemelkedő szépségűek a hófehér mésztufagátak is, melyek a patak medrét helyenként lépcsőzetes medencesorrá tagolják. A barlang levegőjének gyógyhatása széleskörű vizsgálatokkal lett bizonyítva.
Az 1950-es évek végétől használják eredményesen jósvafői, mesterséges bejáratánál fekvő nagy barlangtermeit asztmás betegek kezelésére. A publikációban lévő 2. ábrán (Aggtelek és Jósvafő környéke) be van mutatva a barlang alaprajza és földrajzi elhelyezkedése. A folyóirat 1989. évi különszámában napvilágot látott ennek az utóbbi tanulmánynak az angol nyelvű változata (The caves of Hungary). Ebben a tanulmányban Béke Cave a barlang neve. Az angol nyelvű tanulmányhoz mellékelve megjelent egy olyan lista, amelyben Magyarország leghosszabb barlangjai vannak felsorolva. A felsorolás szerint az Aggteleki-karszton fekvő, 8743 m hosszú Béke-barlang (Béke Cave) 1988-ban Magyarország 2. leghosszabb barlangja. (A barlang 1977-ben is 8743 m hosszú volt.)
Az 1989. évi Karszt és Barlangban publikált, Topál György által írt tanulmányban meg van említve, hogy az MKBT 1985-ben kijelölt 20 barlangot és a társulat ajánlotta a munkában önkéntesen résztvevőknek, hogy legyen ezekben évente elvileg egy-egy téli és nyári denevérszámlálás. A kijelölt barlangok közül 1988-ig pl. a Béke-barlangban történt denevér-megfigyelés. A folyóirat 1989. évi különszámában napvilágot látott az utóbbi tanulmány angol nyelvű változata. Ebben a tanulmányban Béke Cave a barlang neve. 1990-ben az ATOMKI-nak volt kutatási engedélye a barlang kutatásához. 1990 és 1995 között Kisbán Judit és Szunyogh Gábor elkészítették a barlang részletes térképét, amelyen az újabb lehetséges kutatási helyek is meg vannak jelölve.
Az 1993. március–áprilisi MKBT Műsorfüzetben megjelent, hogy a KTM Természetvédelmi Hivatal egy plakátsorozat megjelenését tervezte, amelyen a magyarországi fokozottan védett barlangok szerepelnek, és ehhez diákat keresett. Előkészítés alatt állnak az Aggteleki-karszt fokozottan védett barlangjairól és a közeljövőben fokozottan védett barlangjairól készült plakátok, köztük a Béke-barlangot ábrázoló is. A Béke-barlang 1995 óta a világörökség része. 1998. május 14-től a környezetvédelmi és területfejlesztési miniszter 13/1998. (V. 6.) KTM rendelete szerint az Aggteleki Nemzeti Park Igazgatóság illetékességi területén található Béke-barlang az igazgatóság engedélyével látogatható. 1998 és 2001 között Kucsera Márton és Nyerges Attila vezetésével több addig ismeretlen, a főágból felfelé kiinduló kürtőt másztak ki és térképeztek fel, például a 73 m magasságig felérő, a külszínt megközelítő Égi dagonyát.
2001. május 17-től a környezetvédelmi miniszter 13/2001. (V. 9.) KöM rendeletének értelmében az Aggteleki-karsztvidék területén lévő Béka-barlang fokozottan védett barlang. Egyidejűleg a fokozottan védett barlangok körének megállapításáról szóló 1/1982. (III. 15.) OKTH rendelkezés hatályát veszti. A 2003-ban kiadott, Magyarország fokozottan védett barlangjai című könyvben lévő, Egri Csaba és Nyerges Attila által készített hosszúsági lista szerint az Aggteleki-karszton lévő és 5430-3 barlangkataszteri számú Béke-barlang Magyarország 3. leghosszabb barlangja 2002-ben. A 2002-ben 7183 m hosszú barlang 1977-ben és 1987-ben 8743 m hosszú volt. A könyvben található, Egri Csaba és Nyerges Attila által készített mélységi lista szerint az Aggteleki-karszton lévő és 5430-3 barlangkataszteri számú, 2002-ben 97 m mély Béke-barlang Magyarország 32. legmélyebb barlangja 2002-ben.
A 2005-ben megjelent, Magyar hegyisport és turista enciklopédia című kiadványban önálló szócikke van a barlangnak. A szócikk szerint a Béke-barlang Magyarország harmadik leghosszabb, fokozottan védett barlangja. Az Aggteleki-karszton, 338 m és 270 m tszf. magasságban van a két bejárata. A barlang a Szomor-hegy lábától Jósvafőig húzódik. Jakucs László által vezetve 1952-ben történt a barlang feltárása a Bíbic-töbör nyelőjén át. A Baradla-barlangtól kb. 600 m-re lévő, attól független barlang létezése víznyomjelzéssel lett kimutatva. Bejárásának megkönnyítése miatt táró lett hajtva a 7,2 km hosszú barlang két végpontjára. A triász mészkőben keletkezett, átlag 4–10 m magas és 4–5 m széles, szinlőkkel tagolt, hasadék jellegű, kanyargós főfolyosóhoz csak a nyelő környékén csatlakozik oldalág. A Komlós-forrásban jelenik meg a főágat néhány helyen teljes szélességben kitöltő patak vize. A vizet több mint 430 tufagát duzzasztja vissza, amelyek 120 tavat hoznak létre. 16 szifon osztja meg a főágat, melyek közül pár rövidebb-hosszabb időre feltöltődhet árvizekkor.
A barlangot változatos színű cseppkőképződmények, cseppkőlefolyások, cseppkőzászlók, magasból lógó függőcseppkövek és egymásba fonódó, lépcsőzetes medencesort képező tufagátak ékesítik. Különböző méretű kagylós oldásformák teszik változatossá a falakat. Gomba alakú kövek emelkednek ki a patakmederből. Legnagyobb terme az Óriás-terem, amely 60 m hosszú, 20 m széles és 18 m magas. Évtizedek óta légúti megbetegedésben szenvedők gyógykezelése történik a jósvafői mesterséges bejárat közelében fekvő két teremben. 1969-ben lett gyógybarlanggá nyilvánítva a levegő gyógyhatásának elismeréseként. A lezárt barlang engedéllyel, illetve szakvezetővel, speciális túra során tekinthető meg. A BEAC Barlangkutató Csoport egyik legjelentősebb eredménye a Béke-barlang kürtőinek kimászása (több mint 500 m). Jakucs László szócikkében meg van említve, hogy a Jakucs László által végzett egyik legjelentősebb feltárás a Béke-barlang (1952). Révész Lajos szócikkében szó van arról, hogy Révész Lajos részt vett a Béke-barlang feltárásában, bejárásában és felmérésében. Vértes László szócikkében meg van említve, hogy Vértes László részt vett a barlang feltárásán. A jelenleg Búvárruhás-szifonnak nevezett helyen nehézbúvár felszerelésben jutott át.
2005. szeptember 1-től a környezetvédelmi és vízügyi miniszter 22/2005. (VIII. 31.) KvVM rendelete szerint az Aggteleki Nemzeti Park Igazgatóság működési területén található Béke-barlang látogatók számára nem megnyitott szakaszai a felügyelőség engedélyével látogathatók. 2005. szeptember 1-től a környezetvédelmi és vízügyi miniszter 23/2005. (VIII. 31.) KvVM rendelete szerint az Aggteleki-karsztvidéken lévő Béke-barlang fokozottan védett barlang. 2007. március 8-tól a környezetvédelmi és vízügyi miniszter 3/2007. (I. 22.) KvVM rendelete szerint az Aggteleki Nemzeti Park Igazgatóság működési területén lévő Béke-barlang látogatók számára nem megnyitott szakaszai az igazgatóság engedélyével tekinthetők meg. 2013. július 19-től a vidékfejlesztési miniszter 58/2013. (VII. 11.) VM rendelete szerint a Béke-barlang (Aggteleki Nemzeti Park Igazgatóság működési területe) idegenforgalom számára nem megnyitott szakaszai az igazgatóság hozzájárulásával látogathatók.
A 2012–2014. évi Karszt és Barlangban közölve lett, hogy a turistáknak kiépített Béke-barlangot 2012-ben 100 fő, 2013-ban 0 fő, 2014-ben 8 fő látogatta meg overállos barlangtúrán. 2015. november 3-tól a földművelésügyi miniszter 66/2015. (X. 26.) FM rendelete szerint a Béke-barlang (Aggteleki-karsztvidék) fokozottan védett barlang. 2021. május 10-től az agrárminiszter 17/2021. (IV. 9.) AM rendelete szerint a Béke-barlang (Aggteleki Nemzeti Park Igazgatóság működési területe) idegenforgalom számára nem megnyitott szakaszai az igazgatóság engedélyével látogathatók. A 13/1998. (V. 6.) KTM rendelet egyidejűleg hatályát veszti.

## Látogatási statisztika
A Béke-barlang látogatóinak száma évenként:
| év              | 1995 | 1996 | 2000 | 2001 | 2002 | 2003 | 2004 | 2005 | 2006 | 2007 | 2008 | 2009 | 2010 | 2011 | 2012 | 2013 | 2014 | 2015 | 2016 | 2017 | 2018 |
| látogatók száma | 0    | 43   | 0    | 43   | 103  | 56   | 76   | 50   | 103  | 128  | 116  | 74   | 114  | 115  | 100  | 0    | 8    | 0    | 0    | 10   | 0    |

## Egyéb
Rockenbauer Pál 1978-ban Egy expedíció idézése – A Béke-barlang felfedezése címmel dokumentumfilmet készített a barlangról, amelyben a barlang felfedőinek segítségével rekonstruálják az 1952-és feltárási munkákat.

## További irodalom
- Jakucs László: Vízföldtani megfigyelések a Gömör-Tornai-karszton. Földtani Közlöny, 1951. (81. köt.) 10–12. füz. 442–445. old.
- Jakucs László: Aggteleki-cseppkőbarlang. Művelt Nép, Budapest, 1952.
- Jakucs László: A Békebarlang felfedezése. Budapest, 1953.
- Jakucs László: A Békebarlang felfedezése. BEBTE, 2017. (Reprint kiadás.)
- Kessler Hubert: Das Aggteleker Höhlengebiet (Nordungarn). Miskolc, 1956.